# 十二宗徒圣殿 (旧洛迪)
十二宗徒圣殿（Basilica dei XII Apostoli）是一座罗马天主教宗座圣殿，位于意大利伦巴第大区洛迪省的旧洛迪城外东南。

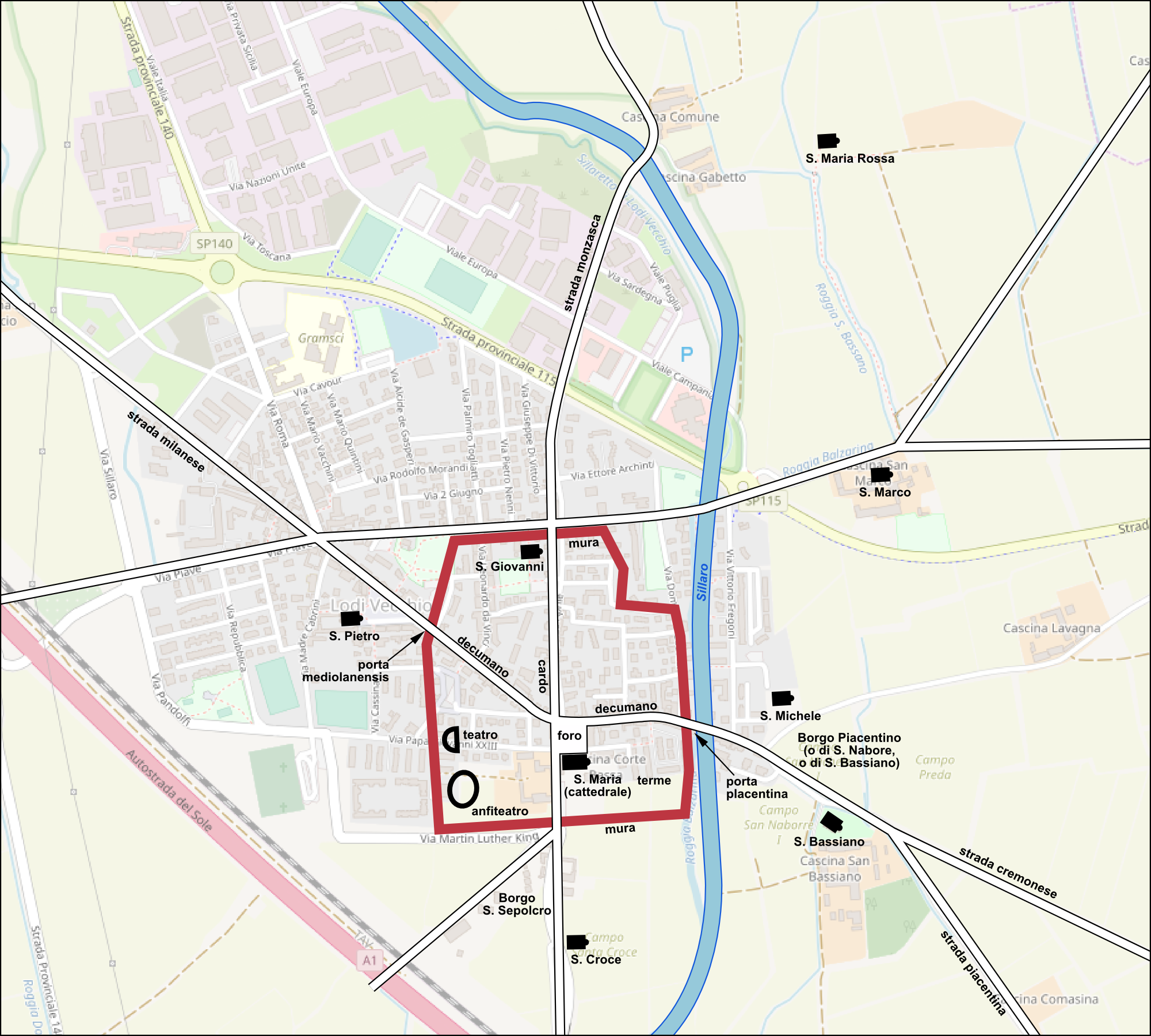
位置

该堂于378年1月1日由洛迪教区的第一任主教和主保圣人巴西亚诺（Bassiano）祝圣，是教区的第一个基督教礼拜场所。出席祝圣仪式的有米兰主教盎博罗削和科莫主教斐理斯（Felice）。当时该堂位于城郊，皮亚琴察与克雷莫纳的岔路口。303年，三位殉道圣人在此殉道。
巴西亚诺死后埋葬在该堂。1111年和1158年对老洛迪的两次破坏中，该堂完好无损。在6公里外的新洛迪建立后，圣巴西亚诺的圣髑移到新城的洛迪主教座堂。 
该堂在14世纪重建，采用伦巴第哥特式风格，19世纪末、20世纪初再度重建。1875年6月11日认定为意大利国家保护文物。.
1988年的管风琴，有三层手键盘。